# Platysenta implexa
Platysenta implexa är en fjärilsart som beskrevs av Treitschke 1835. Platysenta implexa ingår i släktet Platysenta och familjen nattflyn. Inga underarter finns listade i Catalogue of Life.